# Nectarinia seimundi
Nectarinia seimundi é uma espécie de ave da família Nectariniidae.
Pode ser encontrada nos seguintes países: Angola, Camarões, República Centro-Africana, República do Congo, República Democrática do Congo, Costa do Marfim, Guiné Equatorial, Gabão, Gana, Libéria, Nigéria, Ruanda, Serra Leoa, Sudão, Tanzânia, Togo e Uganda.